# Strahlenfrühwarnsystem
Als Strahlenfrühwarnsystem wird in Österreich ein Mess- und Meldesystem bezeichnet, das helfen soll Erhöhungen ionisierender Strahlung auf dem Hoheitsgebiet bereits frühzeitig zu erkennen und zu ermöglichen, notwendige Maßnahmen einzuleiten.

## Gesetzliche Grundlage
Österreich ist nach dem eigenen Strahlenschutzgesetz und nach EU-Recht (Art. 35 EURATOM-Vertrag) verpflichtet ein Umweltmessnetz zur ständigen Radioaktivitätsüberwachung zu betreiben.

## Betrieb
Betrieben wird das in den späten 1970er Jahren errichtete und ständig erweiterte Messsystem seit dem Jahr 2000 vom Lebensministerium. Die einzelnen Messstellen werden als Ortsdosisleistungsmessstation oder kurz ODL-Station bezeichnet. Die Messwerte werden automatisch an die Zentrale im Ministerium geliefert, wonach die damit befassten Dienststellen, wie die Bundeswarnzentrale oder die Landeswarnzentralen der Bundesländer, darauf zugreifen können. Auf die Daten von 111 repräsentativen Messstellen kann auch die Bevölkerung ohne besondere Zugangsberechtigungen über das Internet zugreifen. Außerdem werden die Werte schon seit Jahren im ORF-Teletext veröffentlicht.
Gemessen wird die Gammastrahlung. In zusätzlichen zehn Luftmonitorstationen, die in den Grenzregionen installiert sind, wird auch die Konzentration von radioaktiven Stoffen in der Luft gemessen, wobei auch Alpha- und Betastrahlung erfasst werden kann. Deren Standorte wurden so gewählt, dass sie möglichst nahe an den nächstgelegenen Kernkraftwerken positioniert sind. Diese Anlagen sind erheblich komplexer und vergleichsweise teuer; es wird kontinuierlich Luft angesaugt und die darin enthaltenen aerosolgebundenen radioaktiven Stoffe auf automatisch gewechselten Filtern abgelegt. Im Anlassfall kann aber durch die Messdaten dieser Stationen auf wesentlich detailliertere Informationen zurückgegriffen werden.

## Entstehung
Der Aufbau des Systems beruht auf einem gesetzlichen Auftrag aus dem Jahr 1975. Ziel war ein Messnetz mit einer Maschenweite von ca. 15 km. Noch im Jahr 1974 wurden die ersten vier Messstationen installiert. Bereits im Jahr 1983 waren 336 Messstationen angeschlossen. Zum Zeitpunkt der Katastrophe von Tschernobyl im Jahr 1986 war es europaweit das einzige vollautomatische flächendeckende Messsystem. In der Entstehungszeit war das System bedingt durch den noch herrschenden Kalten Krieges auf das Kernwaffenszenario ausgerichtet.
In den Anfängen bestand jede Station aus drei Geiger-Müller-Zählrohren mit verschiedenen Messbereichen, die automatisch umschalteten. Die Zählraten wurden auf einen Drucker ausgegeben und mussten manuell auf die Dosisleistung umgerechnet werden. Die aktuellen Proportionalzählrohre mit einem Messbereich von 10 nSv/h bis 10 Sv/h führen diese Berechnungen selbsttätig aus und geben bei Erreichen bestimmter Grenzwerte Alarm aus.
Nach den internationalen Richtlinien werden die Sonden seit etwa 1995 auf Standorte übersiedelt, bei denen sich die Messsonden einen Meter über dem Boden befinden. Der Boden kann durch Flachdächer, aber auch durch unbearbeitete Wiesen begründet werden. Dadurch wird die Aussagekraft der Messwerte erhöht und es kann besser abgeschätzt werden, welcher Strahlenbelastung die Bevölkerung ausgesetzt wird. Dabei wurden auch Sonden mit Standorten von Wettersonden der ZAMG zusammengelegt, sodass bei Bewertungen von Messwerten auch auf die aktuelle Wettersituation zurückgegriffen werden kann.
Als Steuerung der Messsonden wurde ein Fernwirksystem errichtet, das etwa 20 Jahre in Betrieb blieb. Die Daten wurden auf zwei Rechensystemen der Bundesstrahlenwarnzentralen, die auf Grund der militärischen Szenarien redundant in Wien und Salzburg eingerichtet waren, gespeichert. Dabei wurde Wien 1978 und jene in Salzburg im Jahr 1984 in Betrieb genommen. In den Jahren 1977 bis 1985 wurden auch die Landesstrahlenwarnzentralen aufgebaut, die auch Abfragemöglichkeiten der Daten hatten.
Zur Datenübertragung wurden zeitweilig Datenleitungen der Post verwendet, später auch Richtfunkstrecken des Bundesheeres zu den Bundesstrahlenschutzwarnzentralen. Zwischen 2004 und 2007 wurde auf das Telemetrie- und Sicherheitssystem der Telekom umgestellt, welches ab 2021 auf netzwerkbasierte Übertragungstechnik modernisiert wurde. Die Verbindung der Landeswarnzentralen und der Bundeswarnzentrale erfolgt über die Standleitungen der BOS Austria.
Die Zahl der Stationen ist aufgrund von Standortharmonisierungen leicht rückläufig; Ende 2023 sind 318 Messstellen aktiv.

## Datenaustausch mit dem Ausland
Bereits 1994 wurde ein Echtzeit-Datenaustausch von Dosisleistungsdaten mit der Slowakei errichtet. Es folgten 1999 mit Slowenien, 2001 mit Tschechien, 2004 mit Ungarn. Von Deutschland werden die Daten, die auf Bayern und Baden-Württemberg beschränkt sind, erst seit 2006 eingebunden.
Das Netz der Luftmonitorstationen wurde durch bilaterale Verträge und mit österreichischer Finanzierung ebenfalls auf ausländische Gebiete erweitert. So wurden Stationen in der Nähe der Kernkraftwerke Krško in Slowenien, Bohunice in der Slowakei, Temelín in Tschechien und zuletzt 2006 Paks in Ungarn installiert und in das österreichische Strahlenfrühwarnsystem eingebunden.
Die Messdaten werden gemeinsam mit den Daten anderer europäischer Staaten auf der EURDEP-Plattform der Europäischen Atomgemeinschaft gesammelt und publiziert.

## Warnpegel
Bereich der Gammadosisleistung
| Pegel | von                    | bis                                                    |
| ----- | ---------------------- | ------------------------------------------------------ |
| 0     |                        | bis 30 % über dem Durchschnittswert am Aufstellungsort |
| 1     | Obergrenze des Pegel 0 | 300 nSv/h                                              |
| 2     | 300 nSv/h              | 1 µSv/h                                                |
| 3     | 1 µSv/h                | 10 µSv/h                                               |
| 4     | 10 µSv/h               | 100 µSv/h                                              |
| 5     | 100 µSv/h              | 1 mSv/h                                                |
| 6     | 1 mSv/h                | 30 mSv                                                 |
| 7     | 30 mSv/h               | 300 mSv/h                                              |
| 8     | über 300 mSv/h         |                                                        |

Quelle:Lebensministerium